# Alostari
Alo!Stari je slovenska punk rock skupina iz Maribora, ki deluje od leta 2019. Besedila njihovih pesmi so v mariborščini. 
Po izboru urednice Klare Zupančič z Vala 202 je pesem skupine "Nea vem kam" med najboljšimi domačimi skladbami leta 2019. Za Val 202 so maja 2020 pripravili nastop prek videopovezave v sklopu oddaj »Koncert doma«.

### Člani skupine
Njeni člani so igrali v skupinah Trash Candy, Happy ol'Mc Weasel, Low Value, Multiball in Burning Legion.
- Tine Matjašič - glavni vokal (igral v skupini Trash Candy)[5][1]
- Matic Mlakar - kitara (igral v skupini Burning Legion)[5]
- Jernej Metež - kitara (igral v skupinah Trash Candy in Low Value)[5][6]
- Matej Kosmačin - bas kitara (igral v skupinah Happy ol'Mc Weasel, Multiball in Low Value)[5][1]
- Tomaž Medvar - bobni (igral v skupinah Trash Candy in Low Value)[5]

## Diskografija

### Pesmi
- "Nea vem kam" (2019)
- "Star" (2019)
- "Alo, stari!" (2019)
- "Valovi" (2019)
- "Vse bi dal" (2020)
- "Ti niaš niti sebe rad" (2021)
- "Isto ko prej" (2021)
- "Zalubo" (2021)
- "Nea mi govori" (2021)
- "Danes se mi nea da (2021)
- "Maček Muri" (2021)
- "Mozolj" (2021)
- "Jaz bom hin" (2021)
- "Kaj naj zaj nareim" (2021)
- "Prie tako leto" (2022)
- "Nea guši" (2022)
- "Lej ti ovega" (2022)
- "Preživeli smo še eno noč" (2023)
- "Nisn jezn (sao me razpizdi)" (2023)
- "Glavno, da midva sma skup" (2023)
- "Spali bomo te ko bomo mrtvi" (2024)

### Album
- Pa kaj te s tao je? (2021)
- Sem prii, nič ti neom! (2024)